# Valea Stanciului, Dolj
Valea Stanciului este satul de reședință al comunei cu același nume din județul Dolj, Oltenia, România.